# أنطوان بيرمان
أنطوان بيرمان (بالفرنسية: Antoine Berman)‏ هو ناقد أدبي ومترجم وفيلسوف وكاتب فرنسي، ولد في 24 يونيو 1942 في Argenton-sur-Creuse ‏ في فرنسا، وتوفي في 22 نوفمبر 1991 في باريس في فرنسا.

## وصلات خارجية
- أنطوان بيرمان على موقع أرشيف الشارخ.